# Szlara

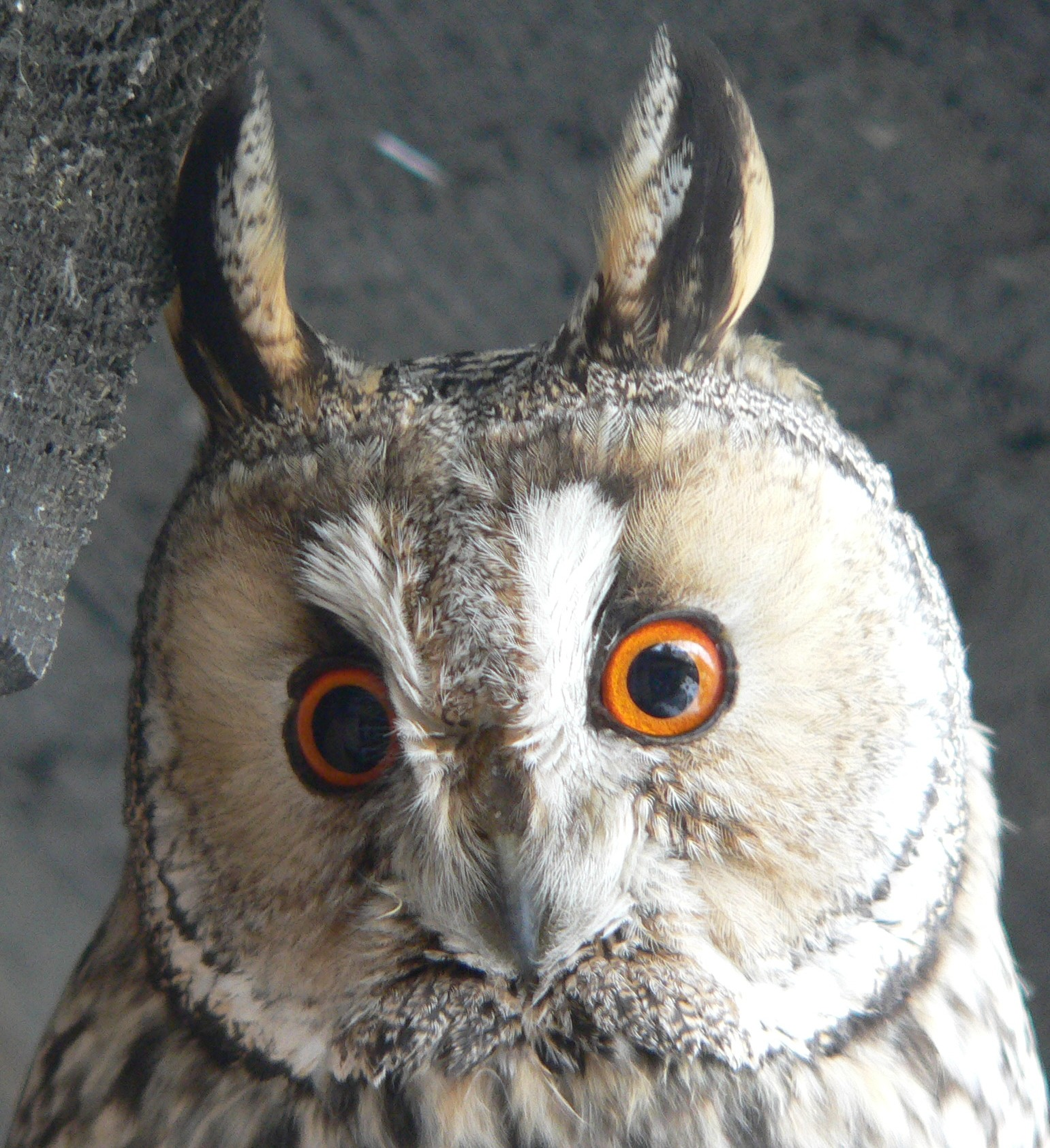
Sowa uszata z wyraźną szlarą i "uszami" z piór

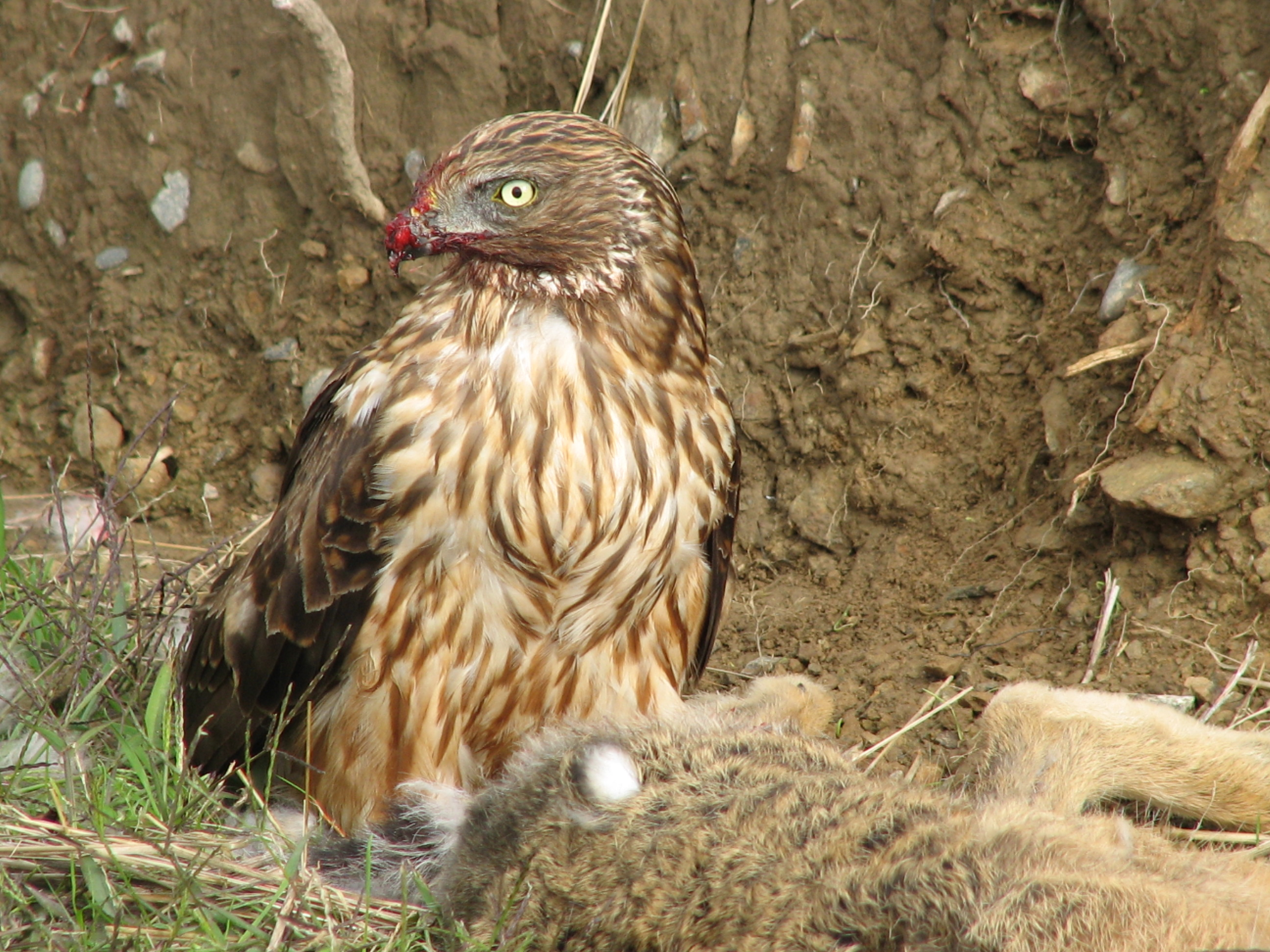
Błotniaki, jak ten błotniak moczarowy (Circus approximans) mają "kołnierz" wokół szyi, który może być podniesiony w odpowiedzi na słyszany dźwięk

Szlara — talerzowato ułożone pióra wokół dzioba i oczu u sów oraz niektórych przedstawicieli z rzędu szponiastych. Pióra te są krótsze i sztywniejsze od reszty upierzenia głowy ptaka, a często także jaśniejsze. Szlara służy do skupiania (zbierania) fal akustycznych w celach nawigacyjnych. Ptaki te bowiem, wbrew powszechnemu mniemaniu, nie są nocnymi superwzrokowcami, lecz myśliwymi-słuchowcami i są aktywne w nocy, niezależnie od stopnia zachmurzenia nieba, czy też obecności księżyca. Ważne tylko, by była to noc spokojna i przede wszystkim cicha. Ponadto słuch sów jest dodatkowo wspomagany przez ruchomy fałd skórny w obrębie otworów usznych (które położone są poza szlarą) oraz asymetryczne położenie uszu, dzięki czemu sowy doskonale oceniają odległość.
U sów w rodzinie płomykówek szlara jest sercowata, a u puszczyków (najliczniejszych w gatunki) — okrągła. Spośród szponiastych szlara występuje szczególnie wyraziście u błotniaka zbożowego z rodziny jastrzębiowatych.
Szlara jest nietypowym i niespotykanym u innych ptaków elementem upierzenia głowy, a występuje jednocześnie z dość krótkim dziobem, bardziej owalną niż u innych ptaków głową oraz krótszym niż u innych ptaków rozstawem oczu. Wszystkie te elementy sprawiają, że ptaki mające szlarę wyglądają jakby miały twarz, co przydaje im cech ludzkiego wyglądu głowy. Zapewne to właśnie dlatego już od czasów starożytnych przypisywano tym ptakom niezwykłą mądrość.
Płomykówka ma najbardziej charakterystyczną szlarę mierzącą około 110 mm (Simmons, 2000), natomiast puszczyk mszarny ma największą szlarę spośród wszystkich ptaków.
Słowo szlara wywodzi się z niemieckiej nazwy sowy płomykówki – Schleiereule – co w tłumaczeniu na polski znaczy zakwefiona (zawoalowana) sowa.